# فرد استولر
فرد استولر (به انگلیسی: Fred Stoller) (زاده ۱۹ مارس ۱۹۵۸) بازیگر و استندآپ کمدین آمریکایی است.
از فیلم‌های معروف او می‌توان به بازی در فیلم آستین پاورز: در عضو طلایی و ریباند و سریال جادوگران محله ویورلی اشاره کرد.